# 1058
1058 (MLVIII) je bilo navadno leto, ki se je po julijanskem koledarju začelo na četrtek.

## Dogodki
- 17. marec - Malcolm, sin Duncana I.,  umori škotskega kralja Lulacha, bratranca in Macbethovega sina ter sam zasede prestol.
- 4. april - Sveti sedež: za papeža je na sumljiv način izvoljen Benedikt X.[1] iz hiše tuskulanskih grofov, brat problematičnega Benedikta IX.. Ker pa je bil izvoljen še preden prispe odposlanstvo iz Nemčije, ki se je tam z regentinjo Nežo Poitiersko posvetovalo o izvolitvi novega papeža, je izvolitev Benedikta X. razveljavljena in zato se prišteva med protipapeže. Za novega papeža, 155. po seznamu, je nato izvoljen Nikolaj II.[2] 1059 ↔
- 20. september - Rimsko-nemška cesarica in regentinja Neža Poitierska ter madžarski kralj Andrej I. določita mejo med Svetim rimskim cesarstvom in Ogrsko. Mejo določita na Gradiščanskem, deloma poteka po reki Leithi.
- Boleslav II., sin poljskega vojvode (de facto kralja) Kazimirja I. Obnovitelja postane poljski vojvoda.
- Nadškof Yorka Ealdred se odpravi na romanje v Jeruzalem.
- Umrlega hrvaškega kralja Štefana I. nasledi Peter Krešimir IV.
- Upor proti Seldžukom v Bagdadu in njihovemu voditelju Torgulu Begu: najprej se  upre del seldžuške vojske, ki jo je vodil Togrulov polbrat Ibrahim Jinal. Uporu se pridružijo že prej poražene bujidske sile, nered pa izkoristijo egipčanski Fatimidi, ki istega leta zavzamejo Bagdad.
- Maroko: Almoravidi premagajo konfederacijo berberskih plemen Barghawata.

## Rojstva
- 1. januar - Balduin Boulonjski, križar, grof Edese, jeruzalemski kralj († 1118)

Neznan datum
- Odo I., burgundski vojvoda, križar († 1102)
- Olaf I., danski kralj († 1095)

## Smrti
- 17. marec - Lulach, škotski kralj
- 29. marec - papež Štefan IX.
- 28. november - Kazimir I. Obnovitelj, poljski vojvoda (* 1016)

Neznan datum
- Al-Mawardi, islamski pravnik na abasidskem dvoru (* 972)
- Solomon ibn Gabirol, latinizirano Avicebron, španski judovski pesnik in filozof (* 1021)
- Štefan I., hrvaški kralj
- Viljem VII., vojvoda Akvitanije in grof Poitouja (* 1023)